# Riders of the Purple Sage (1925)

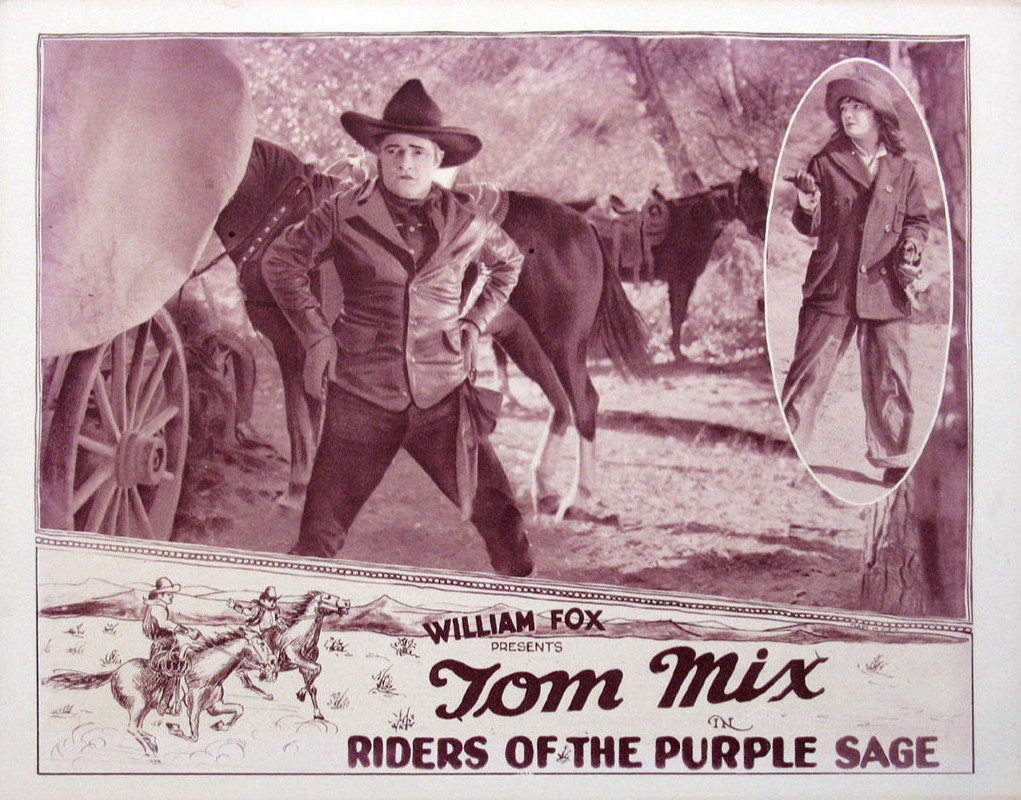
Advertentie voor de film

Riders of the Purple Sage is een Amerikaanse western uit 1925. De film is gebaseerd op het gelijknamige boek van Zane Grey uit 1912. Het boek was in 1918 al verfilmd, en daarna nog in 1931 en in 1941. Deze stomme film is bewaard gebleven en kopieën ervan liggen in het George Eastman House, het Museum of Modern Art en het Academy Film Archive, alle in de Verenigde Staten.
Er was gefilmd in Lone Pine. Het door Grey geschreven vervolg, The Rainbow Trail, werd weer verfilmd en verscheen in mei 1925.

## Verhaal
Als de in diskrediet geraakte advocaat Lew Walters (Warner Oland) de stad ontvlucht, ontvoert hij op zijn weg Millie Erne (Beatrice Burnham) en haar dochtertje Bess (Seessel Anne Johnson, later Marian Nixon). Hij dwingt ze bij hem te blijven. Millie's broer Jim Lassiter (Tom Mix) laat het er niet bij zitten: hij is vastbesloten zijn familie te vinden en de ontvoerders te straffen. Deze besluit daarop te gaan werken op de ranch van Jane Withersteen (Mabel Ballin). Lassiter ontdekt dat Walters rechter is geworden en de naam Dyer heeft aangenomen. Vervuld van woede gaat hij naar de rechtszaal en schiet Walters dood. Maar een boze menigte heeft het nu op Lassiter en Withersteen gemunt en de twee moeten vluchten. Ze duiken een geheime ruimte in een plateau in. Om hun achtervolgers af te schudden, blokkeren ze de ingang met een enorme kei. Ze realiseren zich daarmee wel dat ze er voor altijd opgesloten zitten.

## Rolverdeling
| Acteur               | Personage                |
| -------------------- | ------------------------ |
| Tom Mix              | Jim Lassiter             |
| Beatrice Burnham     | Millie Erne              |
| Arthur Morrison      | Frank Erne               |
| Seessel Anne Johnson | Bess Erne, als kind      |
| Warner Oland         | Lew Walters/rechter Dyer |
| Fred Kohler          | Metzger                  |
| Charles Newton       | Herd                     |
| Joe Rickson          | Slack                    |
| Mabel Ballin         | Jane Withersteen         |
| Charles Le Moyne     | Richard Tull             |
| Harold Goodwin       | Bern Venters             |
| Marian Nixon         | Bess Erne                |
| Dawn O'Day           | Fay Larkin               |
| Wilfred Lucas        | Oldring                  |